# Alphonse Yombi
Alphonse Yombi Ayakan (ur. 30 listopada 1969 w Jaunde) – kameruński piłkarz grający na pozycji obrońcy.

## Życiorys
Trener Walerij Niepomniaszczij powołał go na Mistrzostwa Świata w 1990 roku, jednak nie zagrał na nich ani jednego meczu. Szanse pokazanai się dostał od następcy Niepomniaszczyja – Henriego Michela. Grał w kwalifikacjach do Mistrzostw Świata 1994, ale ostatecznie trener z niego zrezygnował.